# Supercoppa rumena 2022 (pallavolo maschile)
La Supercoppa rumena 2022, 4ª edizione della Supercoppa nazionale di pallavolo maschile, si è svolta dal 26 al 27 settembre 2022: al torneo hanno partecipato quattro squadre di club rumene e la vittoria finale è andata per la seconda volta consecutiva alla Dinamo Bucarest.

## Regolamento
La formula ha previsto semifinali e finale, con abbinamenti effettuati tramite sorteggio.

## Squadre partecipanti
| Squadra               | Qualificazione                                              |
| --------------------- | ----------------------------------------------------------- |
| Arcada Galați         | Vincitrice Divizia A1 2021-22/Coppa di Romania 2021-22      |
| Dinamo Bucarest       | 2ª in Divizia A1 2021-22                                    |
| Steaua Bucarest       | 3ª in Divizia A1 2021-22                                    |
| Universitatea Craiova | 4ª in Divizia A1 2021-22/Finalista Coppa di Romania 2021-22 |

## Torneo
|  | Semifinali            | Semifinali |  |                 | Finale        | Finale |
|  |                       |            |  |                 |               |        |
|  | Steaua Bucarest       | 0          |  |                 |               |        |
|  | Steaua Bucarest       | 0          |  |                 |               |        |
|  | Dinamo Bucarest       | 3          |  |                 |               |        |
|  | Dinamo Bucarest       | 3          |  | Dinamo Bucarest | 3             |        |
|  |                       |            |  | Dinamo Bucarest | 3             |        |
|  |                       |            |  |                 | Arcada Galați | 2      |
|  | Universitatea Craiova | 2          |  |                 | Arcada Galați | 2      |
|  | Universitatea Craiova | 2          |  |                 |               |        |
|  | Arcada Galați         | 3          |  |                 |               |        |
|  | Arcada Galați         | 3          |  |                 |               |        |

### Semifinali
| 26 settembre 2022 Sala Sporturilor, Costanza Durata: 1h:38 - Spettatori: 200 | Steaua Bucarest       | 0 - 3 | Dinamo Bucarest | 21-25, 23-25, 22-25               |
| 26 settembre 2022 Sala Sporturilor, Costanza Durata: 2h:06 - Spettatori: 200 | Universitatea Craiova | 2 - 3 | Arcada Galați   | 25-18, 25-20, 11-25, 21-25, 11-15 |

### Finale
| 27 settembre 2022 Sala Sporturilor, Costanza Durata: 2h:43 - Spettatori: 300 | Dinamo Bucarest | 3 - 2 | Arcada Galați | 25-23, 23-25, 27-25, 26-28, 17-15 |